# San Floriano del Collio
San Floriano del Collio is een gemeente in de Italiaanse provincie Gorizia (regio Friuli-Venezia Giulia) en telt 807 inwoners (31-12-2004). De oppervlakte bedraagt 10,6 km², de bevolkingsdichtheid is 82 inwoners per km².
De volgende frazioni maken deel uit van de gemeente: Bukoje, Giasbana,Pclanzi.

## Demografie
San Floriano del Collio telt ongeveer 304 huishoudens. Het aantal inwoners daalde in de periode 1991-2001 met 1,7% volgens cijfers uit de tienjaarlijkse volkstellingen van ISTAT.
| Jaar | Inwoneraantal |
| ---- | ------------- |
| 1991 | 835           |
| 2001 | 821           |

## Geografie
De gemeente ligt op ongeveer 276 m boven zeeniveau.
San Floriano del Collio grenst aan de volgende gemeenten: Collio (Brda) (SLO), Capriva del Friuli, Cormons, Gorizia, Mossa.
Capriva del Friuli · Cormons · Doberdò del Lago · Dolegna del Collio · Farra d'Isonzo · Fogliano Redipuglia · Gorizia · Gradisca d'Isonzo · Grado · Mariano del Friuli · Medea · Monfalcone · Moraro · Mossa · Romans d'Isonzo · Ronchi dei Legionari · Sagrado · San Canzian d'Isonzo · San Floriano del Collio · San Lorenzo Isontino · San Pier d'Isonzo · Savogna d'Isonzo · Staranzano · Turriaco · Villesse
1. ↑  https://demo.istat.it/?l=it.